# إدوارد هنتر (نقابي)
إدوارد هنتر (بالإنجليزية: Edward Hunter)‏ هو نقابي نيوزيلندي، ولد في 1885، وتوفي في 1959.